# Bătălia de la Lycus
Bătălia de la Lycus a avut loc în anul 66 î.Hr. între armatele republicii romane conduse de Cneus Pompeius Magnus și forțele regatului Pontus conduse de regele Mithridates al VI-lea cel Mare. Romanii au câștigat ușor lupta și au avut pierderi minore. În cele din urmă, Mithridates al VI-lea a fugit în Crimeea unde s-a sinucis, punându-se astfel capăt războaielor mitridatice.